# Catocala patala
Catocala patala är en fjärilsart som beskrevs av Felder 1874. Catocala patala ingår i släktet Catocala och familjen nattflyn. Inga underarter finns listade i Catalogue of Life.